# C.A.O.S.
C.A.O.S. é uma franquia de banda desenhada portuguesa publicada pela editora Kingpin Books, também responsável pela série Super Pig.
Criada por Fernando Dordio, autor do argumento, e com desenho de Filipe Teixeira, C.A.O.S. divide-se em vários episódios onde predominam cenas de acção de grande folgo, ancoradas em tramas políticas complexas. A história decorre entre Portugal e a Rússia, iniciando-se em 1981, quando Leonid Ivanov, embaixador da União Soviética em Lisboa, é salvo de um atentado das FP-25 de Abril por José Franco, um agente da Polícia Judiciária infiltrado na organização terrorista.
Desta história, além de todo o Universo, personagens e tramas soviéticas, ficou a personagem do Inspector Franco (aqui ainda agente) que foi criada como um polícia à frente no seu tempo, que relaxa a ouvir música portuguesa e clássica. O trabalho do Filipe foi tão bom que todos na Kingpin adoptaram a personagem como uma segunda "mascote", que passou a ser personagem frequente nas histórias do Super Pig.
O trabalho de ilustração foi depois continuado pelo magnífico Osvaldo Medina, vencedor do Prémio de melhor desenho da Amadora BD pelo Super Pig: Roleta Nipónica em 2013. Osvaldo teve como missão fazer um "revamp" à personagem do Inspector Franco que passa a assumir a liderança da história. Curiosamente, na Roleta, o mesmo Osvaldo criou a versão mais jovem do Franco, numa cena que se percebe a origem do seu característico casaco, quase 90% da sua personalidade.
No entanto, Osvaldo rebenta a escala na composição da melhor personagem do livro, Viriato que embora estivesse escrita daquela forma no guião, o seu talento elevou-a a um patamar que nem o argumentista nem o editor pensavam - se gostarem do trabalho do Osvaldo esta é possivelmente a sua melhor criação até à data. Claro que isso será apenas até ao final de 2015 em que ele vos vai deixar todos de boca aberta.
Agentes do C.A.O.S. - Conspiração Ivanov
Cronologia da edição
O primeiro volume da série, C.A.O.S., Livro Um (premiado em 2007 com o Troféu Central Comics para Melhor Argumento Nacional), foi lançado em Outubro de 2006 no Festival de BD da Amadora, tendo-se seguido em Maio de 2007 o Livro Dois. Por fim, e novamente na Amadora, o Livro Três surge em Outubro de 2007, sendo algumas das suas pranchas expostas no festival. É ainda importante, não esquecer que as capas desta edição por issues foram concebidas pelo ilustrador de José Aguiar, com o qual tivemos o grande orgulho de trabalhar, tendo em conta que estávamos a começar e ele era já um artista de mão cheia.
Em 2008, C.A.O.S., Livro Um foi reeditado, com nova capa, duas pranchas inéditas e uma nova utilização da cor. O objectivo principal dessas pranchas era melhorar o pacing da cena inicial em que havia infiltrados nas FP-25 de Abril.
No Festival da Amadora de 2010, ocorreu o lançamento de um álbum de 90 páginas reunindo os três capítulos (submetidos a numerosas modificações nos diálogos e no aspecto gráfico), com o título Agentes do C.A.O.S.: A conspiração Ivanov.
Esta versão fechou este capítulo da Kingpin Books, onde também se reeditou os primeiros números do SuperPig, de forma a estarem todos num livro único.
Uma nova história
No dia 7 de Maio de 2011, no evento Anicomics (Lisboa), ocorreu o lançamento do álbum Agentes do C.A.O.S.: Nova O.R.D.E.M., com argumento de Fernando Dordio, desenho de Osvaldo Medina e cores, legendagem e edição de Mário Freitas.
Desta feita, a acção decorre em 2010, um ano depois de um atentado terrorista no Metropolitano de Lisboa, quando o velho Inspector Franco se vê obrigado a voltar ao activo, para travar uma organização de anarquistas.
Agentes do C.A.O.S. - Nova O.R.D.E,M.
O amor, porque não dizer isto mesmo, que na Kingpin se sentiu pela personagem do Inspector Franco, culminou com uma nova história em que este fosse o protagonista e que permitisse explorar alguns elementos pouco vistos na Banda-Desenhada em Portugal: acção em tempo real, composição cinematográfica das cenas e um estilo policial hard-boiled, em que o leitor estivesse sempre no fio da navalha.
Além da personagem do Franco e da equipa ser o C.A.O.S. não existe nenhum ponto de contacto com o livro anterior. Esse ponto de contacto está planeado para o terceiro volume da trilogia. Assim sendo, não é necessário ler o Conspiração Ivanov para ler este livro.
Cronologia da edição
Em 2011 no Anicomics foi lançado o Agentes do C.A.O.S. - Nova O.R.D.E.M. Mantendo o formato do tomo anterior, a edição esgotou em meados de 2014.
Durante o Festival Internacional de Banda-Desenhada da Amadora, ocorreu o lançamento da segunda edição do Agentes do C.A.O.S.: Nova O.R.D.E.M. Não é uma mera segunda edição, mas sim, uma edição revistada pelo autor e sobretudo pelo olhar crítico do editor, com o input da muita experiência adquirida durante os últimos anos de forma a dar ao livro uma visão que tire mais proveito da magnífica arte de Osvaldo Medina.
Por motivos editoriais, o título da história foi alterado para se separar finalmente dos Agentes do C.A.O.S. e o Inspector Franco ganhar o seu merecido título em nome próprio.
Surge assim a versão deluxe designada de Franco: CAOS e ORDEM. Com a convicção plena da confusão que pode causar ao leitor, está muito explicito na capa e contra-capa que se trata de um segunda edição.
Claro que esta decisão poderá causar alguma insatisfação a alguns leitores, mas tendo em conta que todo o formato do livro foi alterado para melhor - sem qualquer dúvida e por todo o feedback recolhido - todos os cuidados foram tomados para se perceber que se trata de um reedição como muitas alterações.
O que se disse do livro
SOBRE A PRIMEIRA EDIÇÃO
"Bastante mais adulto, nota-se que o autor da história, Fernando Dordio, cresceu neste livro com um registo mais “nervos à flor da pele” , com a componente emocional mais solta fazendo com que o leitor vista a pele das personagens. LEITURAS DE BD"
"Siga as aventuras dos nossos agentes da Judiciária, porque são diferentes e porque nos conseguem prender numa aventura bem contada, e desenhada!
A nossa BD está a crescer felizmente!
E a Kingpin como editora também!
Duas realidades que me põem feliz como “nerd” da BD, e me fornecem “combustível” para eu continuar alegremente a apoiar a nossa BD!"
LEITURAS DE BD"'
SOBRE A EDIÇÃO DELUXE
"Título novo, capa dura, formato maior, tons mais escuros e conteúdo novo (algumas vinhetas foram suprimidas, por exemplo) são apenas cinco das alterações visíveis na BD, agora com um ritmo muito mais “intenso” e rico, num thriller realmente fundamental da BD nacional. DIÁRIO DIGITAL Aqui não há compaixão e poucos conseguem sobreviver as leis das ruas. Franco acaba por representar uma sociedade desiludida com os seus poderes representativos, uma sociedade que está próxima da morte mas que continua a lutar com a honra e ética para sobreviver." DIÁRIO DIGITAL
CAOS Encerrado
Embora tenham existido planos para que os C.A.O.S. fosse uma trilogia, como o argumentista deixou de ter qualquer interesse na produção de banda-desenhada, não haverá mais livros.

## Links
- Concerto em O Menor (blogue de Fernando Dordio Campos)
- PREVIEW (Agentes do CAOS Nova Ordem)
- Agentes do CAOS - Nova Ordem (Europress Distribuidora)
- Série Super Pig (Europress Distribuidora)